# NGC 77
NGC 77 je eliptická galaxie nacházející se v souhvězdí Velryby. Objevil ji Frank Muller v roce 1886 refraktorem o průměru 26 palců (66 cm).